# Dagostinia fasciata
Dagostinia fasciata là một loài bướm đêm trong họ Geometridae.